# Donja Vogošća
Donja Vogošća är en ort i Bosnien och Hercegovina.   Den ligger i entiteten Federationen Bosnien och Hercegovina, i den centrala delen av landet, 10 km norr om huvudstaden Sarajevo. Donja Vogošća ligger 540 meter över havet och antalet invånare är 412.
Terrängen runt Donja Vogošća är kuperad.Runt Donja Vogošća är det ganska tätbefolkat, med 93 invånare per kvadratkilometer.. Närmaste större samhälle är Sarajevo, 9,7 km söder om Donja Vogošća.
Omgivningarna runt Donja Vogošća är en mosaik av jordbruksmark och naturlig växtlighet.